# Johann Nepomuk Sepp

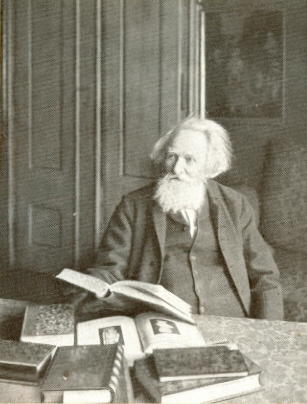
Johann Nepomuk Sepp

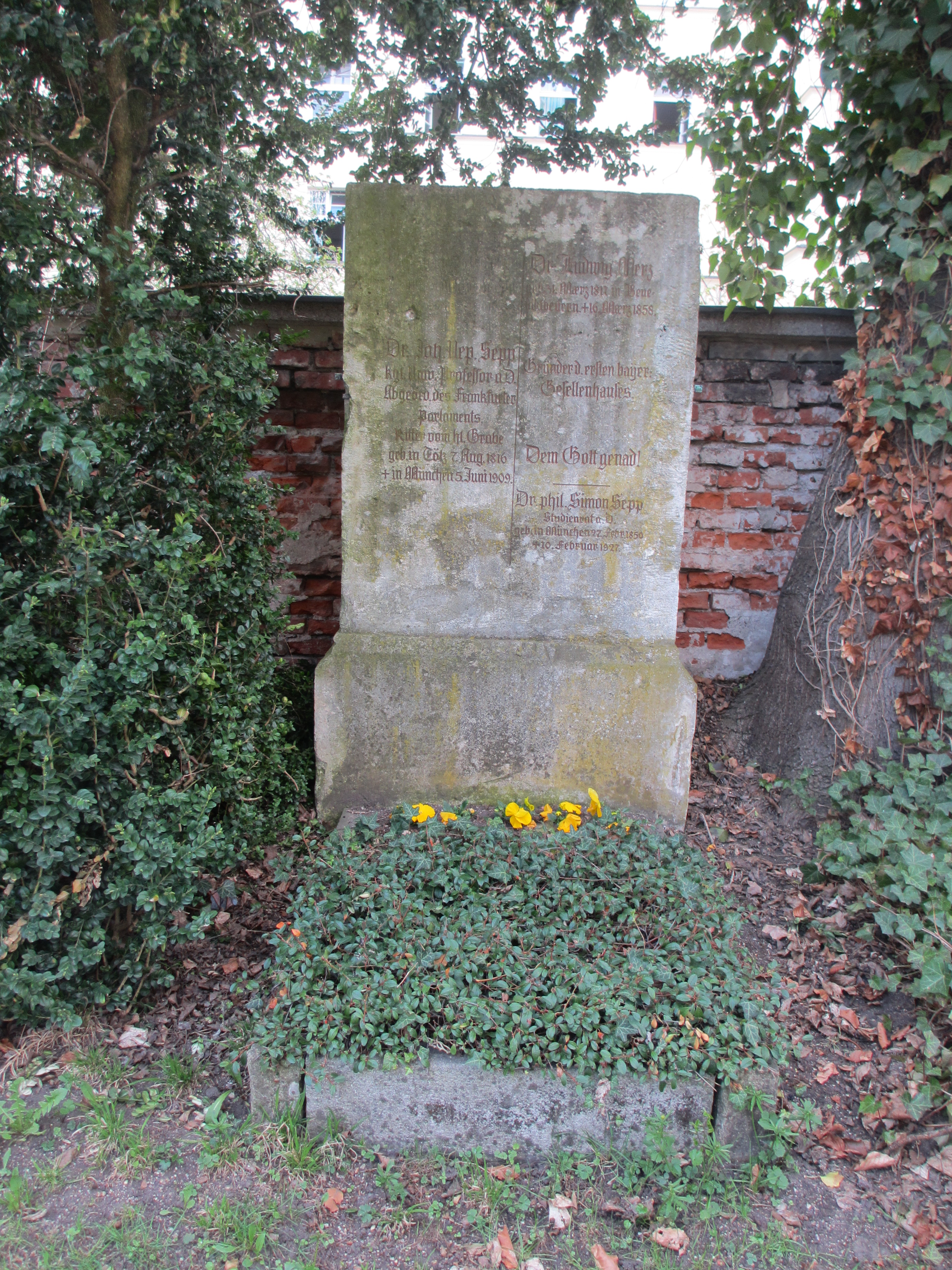
Grab von Johann Sepp auf dem Alten Südlichen Friedhof in München

Johann Nepomuk Sepp (* 7. August 1816 in Tölz in Oberbayern; † 5. Juni 1909 in München) war ein deutscher Historiker, Volkskundler, Kirchenhistoriker und Politiker.

## Leben und Wirken
Johann Nepomuk Sepp kam als Sohn des Färbers und Rotgerbers Josef Bernhard Sepp (1785–1860) und dessen Frau Maria Victoria, geb. Oefele (1781–1860) zur Welt. Er besuchte die Lateinschule in Tölz und das Gymnasium in München. Von 1834 bis 1839 studierte er an der Universität München Philosophie, katholische Theologie, Rechtswissenschaften, Philologie und Geschichte. 1836 und 1837 lebte er im Priesterseminar Georgianum in München und empfing die niederen Weihen. 1839 wurde Sepp von Joseph Görres, als dessen Schüler er sich verstand und dessen Kreis er angehörte, zum Dr. phil. promoviert. Er ließ sich zunächst als Privatgelehrter in Tölz nieder. 1844 habilitierte er sich in München und lehrte bis 1846 als Privatdozent, dann als außerordentlicher Professor für Geschichte. Noch als Privatdozent gründete Sepp die ultramontan ausgerichtete Akademische Tafelrunde. Im Jahr 1847 wurde er mit sieben seiner Kollegen infolge der Lola-Montez-Affäre abgesetzt, bekam die venia legendi entzogen, wurde aus der bayerischen Hauptstadt verbannt und ließ sich wieder in Tölz nieder. In diesen Jahren veröffentlichte Sepp sein erstes großes Werk, Das Leben Jesu Christi, das zwischen 1842 und 1846 in sieben Bänden erschien, versehen mit einem Vorwort von Görres. Mit dieser Arbeit beteiligte er sich an der Leben-Jesu-Forschung und wandte sich explizit gegen rationalistische Ansätze wie jenen von David Friedrich Strauß.
In seinen Studien- und Dozentenjahren unternahm Sepp ausgedehnte Reisen, zunächst mit seinem jüngeren, 1838 verstorbenen Bruder Bernhard: 1835 bereiste er Niederbayern und Österreich, 1836 Italien und die Schweiz, 1839 Böhmen, Süd- und Norddeutschland, Holland und Belgien. Von August 1845 bis Mai 1846 unternahm Sepp seine größte Reise, die ihn über Sizilien, Malta, Griechenland, die Türkei, Rhodos und Zypern nach Beirut und weiter nach Damaskus führte. Er besuchte Palästina und Ägypten, von wo er über Triest zurückkehrte.
Sepp war Mitglied im Verein für konstitutionelle Monarchie und religiöse Freiheit, der im Mai 1848 in München gegründet wurde. Der Verein setzte sich für den Erhalt der überkommenen Gesellschaftsordnung und die Rechte der katholischen Kirche ein. Ende April 1848 wurde Sepp im Wahlkreis Rosenheim in die Frankfurter Nationalversammlung gewählt, in der er sich den Konservativen anschloss, die im Steinernen Haus, später im Café Milani tagten und an deren Sitzungen er bis Mai 1849 teilnahm. Nach seiner Rückkehr aus Frankfurt kandidierte Sepp im Wahlkreis Traunstein für die bayerische Kammer der Abgeordneten, in die er im Juli 1849 gewählt wurde und der er zunächst bis 1855 angehörte. In diese Wahlperiode fiel eine wichtige Gesetzesvorlage zur Judenemanzipation, durch die eine Gleichstellung der jüdischen mit den christlichen Staatsbürgern erreicht werden sollte. Das Gesetz, das am Ende in der Kammer der Reichsräte scheiterte, wurde von Sepp abgelehnt und er begründete diese Ablehnung in der Abgeordnetenkammer am 10. Dezember 1849 in einer Diktion, die in der Literatur als frühe Form eines „modernen Antisemitismus“ charakterisiert wird. Sowohl antisemitische als auch antijüdische Stereotype finden sich bei Sepp auch zu späterer Zeit. Der Historiker Rolf Kießling bezeichnete Sepp als „dezidiert antisemitische(n) Historiker“.
Im Oktober 1850 wurde Sepp von König Maximilian II. wieder zum außerordentlichen Professor in München berufen, was als Wiedergutmachung für das Handeln Ludwigs I. im Jahr 1847 zu verstehen war. Trotzdem hatte Sepp an der Universität in der Ära Maximilians II. keine guten Aussichten, da sein Wissenschaftsverständnis „noch der vorkritischen Periode der Geschichtswissenschaft“ zuzurechnen war, sich der Monarch aber gerade auf diesem Feld um Modernisierung bemühte und deshalb für die Berufung Heinrich von Sybels sorgte. Sepp wurde erst von Maximilians Nachfolger Ludwig II. zum ordentlichen Professor ernannt. Allerdings versetzte der Monarch Sepp schon am 3. Dezember 1867 in den Ruhestand. Hintergrund war eine privatrechtliche Auseinandersetzung Sepps mit dem Mathematiker Georg Recht (1813–1873), einem Kollegen an der Universität, der ihm Geld schuldete und für dessen Schuldhaft er aktiv sorgte. Dieses rigorose Vorgehen Sepps, über das auch die Presse berichtete, wurde vom Senat der Universität als dem Ansehen der Institution abträglich angesehen. Sepp selbst sah in dem Vorgang eine Intrige seiner politischen und weltanschaulichen Gegner, was er in der Abhandlung Denkschrift in Sache meiner Quieszirung (1868) und an verschiedenen anderen Stellen darlegte.
Im Februar 1868 wurde Sepp in das neu geschaffene deutsche Zollparlament gewählt, in dem er sich der Süddeutschen Fraktion anschloss, deren Ziel es war, eine Ausdehnung der Befugnisse des Zollparlaments zu verhindern. Im Mai 1869 wurde er zudem im Wahlkreis Kelheim in die Kammer der Abgeordneten des Bayerischen Landtags gewählt. Sepp gehörte zu jenen bayerischen Abgeordneten des Zollparlaments mit Landtagsmandat, die bei einer Sitzung in Berlin am 11. Juni 1869 beschlossen, sich in der Abgeordnetenkammer künftig zur Patriotischen Fraktion zusammenzuschließen. So geschah es, als der Landtag im September 1869 zusammentrat, worin der Gründungsakt der Bayerischen Patriotenpartei gesehen werden kann. Sepp gehörte somit zum engeren Gründerkreis der Partei. Nach der baldigen Landtagsauflösung wurde Sepp im November 1869 erneut in die Abgeordnetenkammer gewählt – diesmal im Wahlkreis Rottenburg – und gehörte der Kammer bis 1875 an.
Sepp wurde 1868 und 1869 als Vertreter der katholisch-konservativen Kräfte gewählt, die sich gegen die liberale Politik der Regierung Hohenlohe wandten. Diese Grundhaltung Sepps wandelte sich in der Krise, die zum Deutsch-Französischen Krieg führte. Als die Kammer der Abgeordneten am 19. Juli 1870 über die Kriegskredite abzustimmen hatte, votierte Sepp mit einer Minderheit der patriotischen Fraktion gegen die durch Josef Edmund Jörg vertretene Parteilinie für die Bewilligung, wodurch die Mehrheit gemeinsam mit den Liberalen gesichert war. Ob seine enthusiastische Rede für die Meinungsbildung innerhalb der eigenen Fraktion entscheidend war, ist in der Literatur umstritten. Schon am 5. August 1870 schrieb Sepp an den preußischen Gesandten in Bayern Georg von Werthern: „Der Hohenzoller, welcher Elsaß dem Reich zurückerobert, soll deutscher Kaiser werden.“ Im Dezember 1870 wurde Sepp aus der Fraktion der Patrioten ausgeschlossen und gehörte am 21. Januar 1871 zu jenen Abgeordneten, die gegen die Mehrheit der Patrioten den Novemberverträgen zustimmten. Die ehemals patriotischen Vertragsbefürworter um Max Huttler, Ludwig Weis und Sepp schlossen sich in einer eigenen Fraktion namens Centrum zusammen (ca. 30 Abgeordnete), doch kehrte der Großteil angesichts des beginnenden Bayerischen Kulturkampfs bald zur Patriotenfraktion zurück. Sepp allerdings blieb dauerhaft im Lager der Liberalen, gehörte im März 1872 zu den Gründern der Freien Vereinigung, die mit der Fortschrittspartei zusammenarbeitete, und kandidierte 1875 in Günzburg erfolglos für die Liberalen.

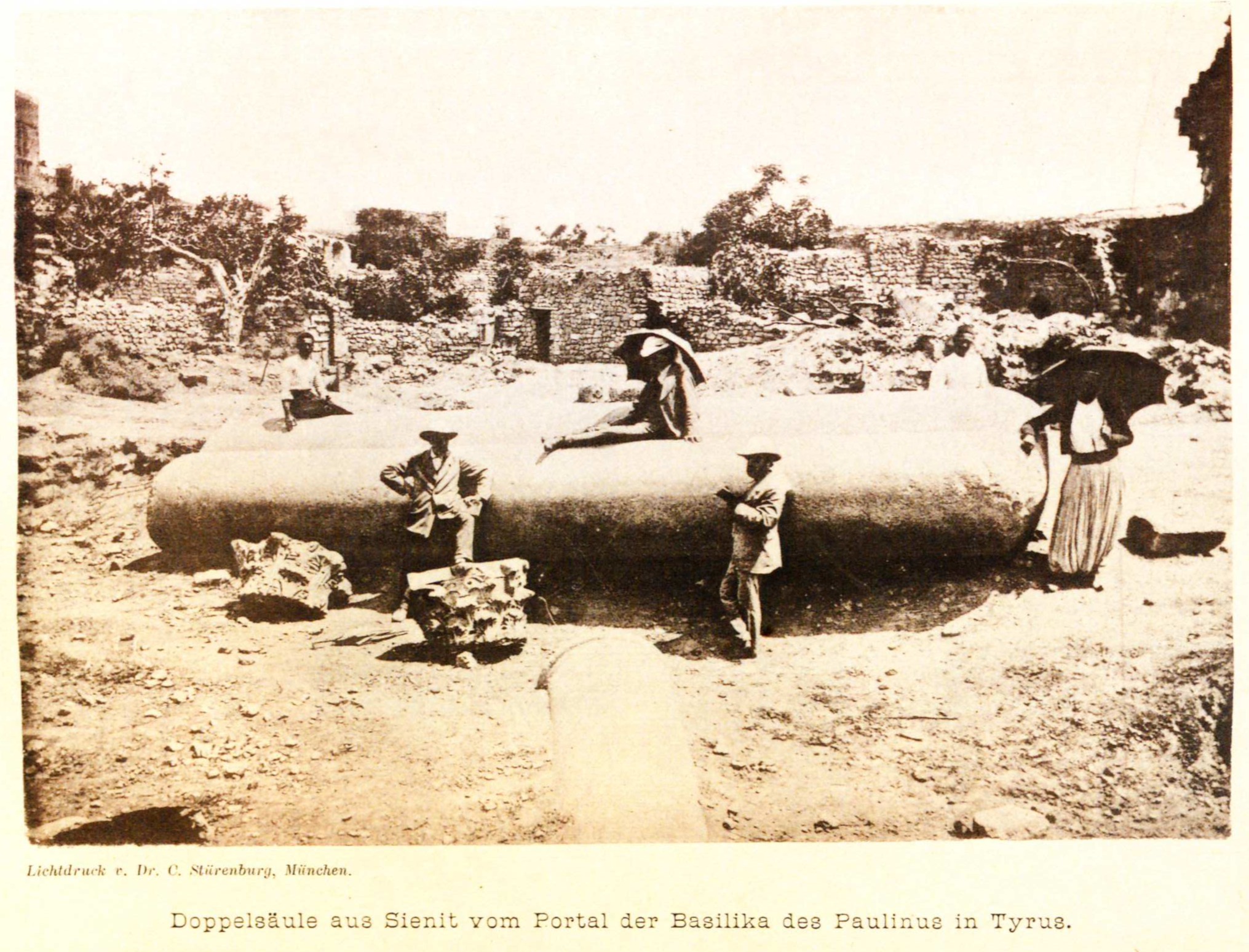
Sepps Expedition in Tyros

Nach der Reichsgründung entspann sich ein Briefwechsel zwischen Sepp und Otto von Bismarck, den er ab 1872 für die Unterstützung einer archäologischen Expedition nach Tyros gewinnen wollte. In der dortigen Kathedrale glaubte Sepp, die Gebeine Kaiser Friedrich Barbarossas auffinden zu können. 1874 fand das Unternehmen mit Sondermitteln des Reichskanzlers unter Sepps Leitung statt, obwohl er „von archäologischer Methode keine Ahnung hatte“. Sepp reiste mit seinem Sohn Bernhard und dem Berliner Privatdozenten Hans Prutz, doch hatte das Unternehmen keinen Erfolg. Sepp stellte die Expedition 1879 in der Schrift Meerfahrt nach Tyrus zur Ausgrabung der Kathedrale mit Barbarossa’s Grab. Im Auftrage des Fürsten Reichskanzler unternommen von Professor Dr. Sepp dar, die in Fachkreisen auf spöttische Kritik stieß. Prutz selbst sprach in einer Rezension „von wirren Spielen einer dem realen Boden der Wissenschaft gänzlich entfremdeten Phantasie“ und bemerkte, dass für Bismarcks Unterstützung „wol die Absicht maßgebend gewesen [sei], einem Manne, der sich in entscheidender Stunde um die nationale Sache verdient gemacht hatte, eine auszeichnende Anerkennung zu Theil werden zu lassen“.
Sepp war in hohem Maße belesen und selbst umfangreich publizistisch tätig. Eine Aufstellung seiner Schriften führt über 70 selbständige Publikationen auf. Die Bandbreite reichte von religionswissenschaftlichen Themen über Mythologie, Märchen und Sagen bis zu Fragen der bayerischen Geschichte. Er neigte bisweilen zu eigenwilligen Geschichtsdeutungen, weshalb er von Kollegen den respektvoll-ironischen Spitznamen „die umgestürzte Bücherkiste“ erhielt. Als ein letztes Hauptwerk erschien 1890 sein Beitrag zur deutschen Volkskunde, Die Religion der alten Deutschen. Ihr Fortbestand in Volkssagen, Aufzügen und Festbräuchen bis zur Gegenwart als eine Art Rückschau, eine komprimierte, komparative Bestandsaufnahme des während seines Lebens angehäuften und verarbeiteten historisch-volkskundlich-religiösen Wissens, ein Buch, das, wie die meisten seiner Werke, bislang keine Neuauflage erfahren hat. Häufig zitiert wird jedoch immer noch sein, von ihm selbst als „letztergiebige“ Studie zu den Mythen, Sagen, Bräuchen und Sitten der Bayern bezeichnetes Buch Altbayerischer Sagenschatz aus dem Jahr 1876. Er versuchte darin, einen (ebenfalls stark komprimierten, sehr eklektischen) Überblick über die Sagenwelt Bayerns, soweit diese literarisch belegt war, zu schaffen. Sepp publizierte auch unter dem Pseudonym Eusebius Amort der Jüngere eine Reverenz an den von ihm verehrten Theologen Eusebius Amort. Sepps „noch der vorkritischen Periode der Geschichtswissenschaft“ angehörende Werke, „vielfach Produkte eines wirren Geistes“, „sind heute zurecht vergessen“. Schon Walter Goetz hatte über Sepps Schaffen geurteilt: „Die Görres’sche Schule wurde durch ihn ad absurdum geführt. Das Phantasieren über Geschichte war schon bei Görres der Karikatur sehr nahe; bei einer minder eigenartigen und geistigen Persönlichkeit wurde dieses ganze System zur Lächerlichkeit verdammt.“

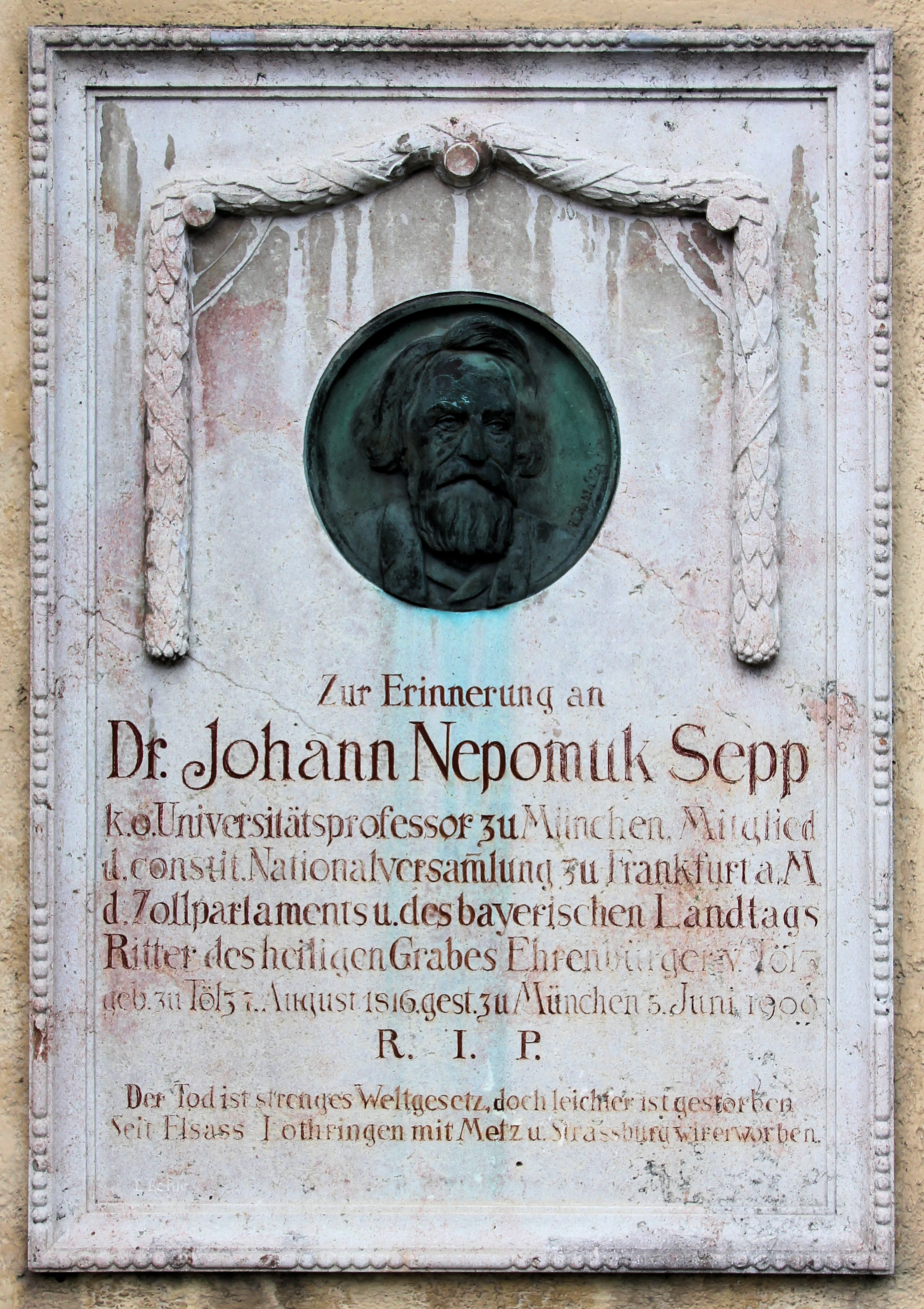
Gedenktafel am Franziskanerkloster in Tölz

Präsenter als seine Publikationen sind heute Sepps Beiträge zur Erinnerungskultur und zum Denkmalschutz. 1861 kaufte er das teilweise zerstörte Kloster Wessobrunn, das damals als Steinbruch verwendet wurde, um es der Nachwelt zu erhalten. 1875 erwarb er die Tassilolinde und ließ das Wessobrunner Gebet in einen Findling meißeln, der noch heute besichtigt werden kann. In seiner Geburtsstadt Tölz setzte sich Sepp unter anderem für die Gotisierung der Pfarrkirche Mariä Himmelfahrt ein und initiierte das Winzerer-Denkmal, das 1887 in Anwesenheit des Prinzregenten Luitpold enthüllt wurde. Weitere von Sepp beförderte Projekte waren das Albertus-Magnus-Denkmal in Lauingen (1881), das Schmied-von-Kochel-Denkmal in Kochel am See (1900), das Frundsberg-Denkmal in Mindelheim (1903), das Amort-Denkmal in Wackersberg (1905) und das Denkmal für den Sendlinger Bauernaufstand von 1705 in Waakirchen (1905). Im Kölner Dom wurde auf Sepps Anregung hin zu Ehren von Joseph Görres 1856 ein von Max Ainmiller geschaffenes Fenster eingesetzt. Sepps Idee, auf der Zugspitze ein Bismarck-Denkmal zu errichten, fand keine Unterstützung.
In der Münchner Maxvorstadt ließ Sepp in den Jahren 1854 bis 1856 das kuriose neogotische Wohnhaus Sepp errichten, das im Zweiten Weltkrieg zerstört und anschließend durch einen Neubau ersetzt wurde.
Der umfangreiche Nachlass von Sepp befindet sich in der Bayerischen Staatsbibliothek.
Sepp heiratete am 14. Mai 1849 in Koblenz die Kaufmannstochter Anna Sybilla Clemens (1824–1880). Das Paar hatte elf Kinder, die zwischen 1850 und 1866 geboren wurden. Der Sohn Bernhard Sepp war ebenfalls Historiker.
Johann Nepomuk Sepp wurde 1848 zum ersten Ehrenbürger der Stadt Bad Tölz ernannt.

## Grabstätte
Die Grabstätte von Johann Sepp befindet sich auf dem Alten Südlichen Friedhof in München (Mauer Rechts Platz 195 bei Gräberfeld 10) Standort.

## Schriften (Auswahl)
- Das Leben Jesu Christi. Regensburg 1842–1846, 7 Bände; 2. Auflage 1853–1862, 6 Bände.
- Das Heidenthum und dessen Bedeutung für das Christenthum. Regensburg 1853, 3 Bände.
- Thaten und Lehren Jesu mit ihrer weltgeschichtlichen Beglaubigung. Schaffhausen 1864.
- Geschichte der Apostel vom Tod Jesu bis zur Zerstörung Jerusalems. 2. Auflage, Schaffhausen 1866.
- Das Hebräer-Evangelium oder die Markus- und Matthäus-Frage. Schaffhausen 1870.
- Jerusalem und das Heilige Land. Schaffhausen 1862–1863, 2 Bände; 2. Auflage, Regensburg 1872–1876.
- Neue architektonische Studien und historisch-topographische Forschungen in Palästina. Würzburg 1867
- Ludwig Augustus, König von Bayern. Schaffhausen 1869.
- Deutschland und der Vatikan. Staats- und Volksmännern, sowie Kirchenobern zur ernsten Erwägung. München 1872.
- Altbayerischer Sagenschatz. München 1876.
- Görres und seine Zeitgenossen. Nördlingen 1877.
- Meerfahrt nach Tyrus zur Ausgrabung der Kathedrale mit Barbarossa’s Grab. E. A. Seemann, Leipzig 1879 (Digitalisat).
- Ein Volk von zehn Millionen, oder der Bayernstamm. München 1882.
- Der bayrische Bauernkrieg mit den Schlachten von Sendling und Aidenbach. München.
- Festschrift anläßlich der Enthüllung des Denkmals für Kaspar Winzerer (III) in Bad Tölz. 1887.
- Leben und Thaten des Feldhauptmanns Kaspar von Winzer, Obersten der Landsknechte, Burggrafen von Dürnstein, Staatsmaannes und Pflegers zu Tölz. Zur Enthüllung des Krieger-Monumentes mit dem erzenen Standbilde des goldenen Ritters. Tölz, am 26. Juni 1887.
- Die Religion der alten Deutschen und ihr Fortbestand in Volkssagen, Aufzügen und Festbräuchen bis zur Gegenwart. München 1890.
- Name des Bodensees, in: Schriften des Vereins für Geschichte des Bodensees und seiner Umgebung, 23. Jg. 1894, S. 68–69 (Digitalisat).
- Tausendjährige Kriegsgeschichte des Bayeroberlandes bis zur Gegenwart. München 1896.
- Der Schmied von Kochel. Bühnenstücke in 5 Akten, 1898.
- Schmiedbalthes. Balthasar Maier im Türkenkriege und der Held in der Sendlinger Bauernschlacht. Gelegentlich der Errichtung seines Monumentes, 1900.
- Festschrift zur zweiten Jahrhundertwende der Schlacht bei Sendling. München 1905.